# 萨克森-魏玛-爱森纳赫
萨克森-魏玛-爱森纳赫（德語：Sachsen-Weimar-Eisenach）是韦廷家族在图林根的一个邦国，于1741年由萨克森-魏玛和萨克森-爱森纳赫合并而来，1815年正式成为德意志邦联的一个大公国。1871年加入德意志帝国，1918年君主制被推翻，1920年成为魏玛共和国图林根州的一部分。

## 成立背景
早期的萨克森-魏玛和萨克森-爱森纳赫都是韦廷家族在图林根若干邦国之一。1547年，薩克森選帝侯的職位和領地，被當時的神聖羅馬皇帝查理五世改封予阿贝丁系。被废黜选侯之位的约翰·腓特烈一世得到了魏玛作为领地。于是他以魏玛为大本营，发展了他家族的力量。约翰·腓特烈一世于1554年去世，他的次子约翰·威廉成为第一代萨克森-魏玛公爵。
他的孙子们瓜分了他的土地，其中“伟大的”威廉在1620年继承了魏玛，并把他的王朝一直延续1918年德意志帝國灭亡；阿尔布雷希特得到了爱森纳赫，但没有子嗣的他去世后把土地分给了“伟大的”威廉和萨克森-哥达公爵“虔诚的”恩斯特。“伟大的”威廉的两个儿子在1662年他死后再次分家：次子约翰·恩斯特二世得到萨克森-魏玛；四子、五子先后得到萨克森-爱森纳赫。
1741年，萨克森-爱森纳赫公爵威廉·亨利去世，萨克森-爱森纳赫绝嗣，并入萨克森-魏玛。

## 简史
1741年，萨克森-魏玛公爵恩斯特·奥古斯特一世得到萨克森-爱森纳赫。在他儿子恩斯特·奥古斯特二世·康斯坦丁短暂的统治（1748年-1758年）后，他出世不到九个月的孙子卡尔·奥古斯特成为公爵。卡尔·奥古斯特在母亲不伦瑞克-沃尔芬比特尔的安娜·阿玛莉亚的摄政下将魏玛建设成文学与艺术的殿堂，吸引了歌德、席勒、维兰德、赫尔德等著名文学家，魏玛被称为“德国精神的故乡”。
拿破仑时代，萨克森-魏玛与普鲁士携手抗法。1804年由于公爵继承人卡尔·腓特烈与俄罗斯沙皇亚历山大一世的妹妹瑪麗亞·巴甫洛夫娜女大公的婚姻，萨克森-魏玛得到了俄罗斯帝国的支持。1806年耶拿战役失败后萨克森-魏玛被并入莱茵聯邦。1815年，由于得到了俄罗斯的支持，萨克森-魏玛-爱森纳赫公国得到大片土地，并升为大公国，以萨克森大公国（Großherzogtum Sachsen）为正式名称。这个名称很少使用，大多数人叫她萨克森-魏玛-爱森纳赫大公国。萨克森-魏玛-爱森纳赫大公国面积3,617 km²，1905年时人口38.8万，首都魏玛。
大公夫人玛利亚·巴甫洛夫娜的时代是萨克森-魏玛-爱森纳赫的白银时代，这个时代的代表是著名匈牙利作曲家李斯特，他来到这里担任宫廷乐长，在这里创作了《但丁交响曲》和《浮士德交响曲》等杰出的音乐作品。大公夫人玛利亚·帕芙洛娃的儿子卡尔·亚历山大对艺术有着同样浓烈的兴趣，他创建了最著名的艺术学校包豪斯学院。在他的夫人荷兰的苏菲的倡议下，他对爱森纳赫的瓦爾特堡进行了重建，如今瓦爾特堡已成为世界文化遗产。另外他与童话作家安徒生保持着长期的信件往来。
1901年，大公卡尔·亚历山大去世，他的孙子威廉·恩斯特成为新一任大公，他不像他的祖辈对艺术有兴趣。他于1918年11月9日被推翻，萨克森-魏玛-爱森纳赫大公国覆亡。

## 行政区划
萨克森-魏玛-爱森纳赫大公国分为三个县，五个行政区：
- 魏玛县，分为：
  - 第一区，或称魏玛行政区，面积971.63km²，1910年人口101274；
  - 第二区，或称阿波尔达行政区，面积797.59km²，1910年人口102301；
- 爱森纳赫县，分为：
  - 第三区，或称爱森纳赫行政区，面积569.35km²，1910年人口65767；
  - 第四区，或称德尔姆巴赫行政区，面积649.85km²，1910年人口38909；
- 诺伊施塔特县，分为：
  - 第五区，或称诺伊施塔特行政区，面积628.72km²，1910年人口54622。

## 历任公爵和大公列表

### 魏玛系各公国公爵
- 1554年-1573年：约翰·威廉  Johann Wilhelm  萨克森-魏玛公爵

1573年分出萨克森-阿尔滕堡。
- 1573年-1605年：约翰  Johann  萨克森-魏玛和耶拿公爵，约翰·威廉次子

- 1605年-1626年：约翰·恩斯特一世  Johann Ernst I   萨克森-魏玛公爵，约翰长子

- 1626年-1662年：威廉 Wilhelm   萨克森-魏玛公爵，约翰第五子，绰号“伟大的”

1640年分出萨克森-爱森纳赫（1640年-1644年）和萨克森-哥达。
1640年-1644年：阿尔布雷希特 Albrecht  萨克森-爱森纳赫公爵，约翰第六子，无嗣
- 1662年-1683年：约翰·恩斯特二世  Johann Ernst II  萨克森-魏玛公爵，“伟大的”威廉次子

1662年分出萨克森-爱森纳赫（1662年-1741年）、萨克森-马克苏尔（1662年-1672年）和萨克森-耶拿（1662年-1690年）。
1662年-1668年：阿道夫·威廉 Adolf Wilhelm  萨克森-爱森纳赫公爵，“伟大的”威廉第四子
1668年-1671年：威廉·奥古斯特 Wilhelm August 萨克森-爱森纳赫公爵，阿道夫·威廉之子，无嗣
1662年-1686年：约翰·格奥尔格一世 Johann Georg I  1662年-1672年为萨克森-马克苏尔公爵，1671年-1686年为萨克森-爱森纳赫公爵，“伟大的”威廉第五子。
1686年-1698年：约翰·格奥尔格二世 Johann Georg II 萨克森-爱森纳赫公爵，约翰·格奥尔格一世第三子
1698年-1729年：约翰·威廉 Johann Wilhelm 萨克森-爱森纳赫公爵，约翰·格奥尔格一世第四子
1729年-1741年：威廉·亨利 Wilhelm Heinrich    萨克森-爱森纳赫公爵，约翰·威廉之子，无嗣
1662年-1678年：伯恩哈德二世 Bernhard II    萨克森-耶拿公爵，“伟大的”威廉第七子
1678年-1690年：约翰·威廉Johann Wilhelm   萨克森-耶拿公爵，伯恩哈德二世之子，无嗣，归于萨克森-爱森纳赫。
- 1683年-1728年：威廉·恩斯特  Wilhelm Ernst    萨克森-魏玛公爵，约翰·恩斯特二世第四子

- 1683年-1707年：约翰·恩斯特三世 Johann Ernst III   萨克森-魏玛公爵，约翰·恩斯特二世第五子

- 1728年-1741年：恩斯特·奥古斯特一世 Ernst August I   1741年得到爱森纳赫和耶拿，成为萨克森-魏玛-爱森纳赫首任公爵

### 萨克森-魏玛-爱森纳赫公爵
1. 1741年-1748年：恩斯特·奥古斯特一世 Ernst August I
2. 1748年-1758年：恩斯特·奥古斯特二世·康斯坦丁  Ernst August II Konstantin
3. 1758年-1815年：卡尔·奥古斯特 KARL AUGUST

### 萨克森-魏玛-爱森纳赫大公
1. 1815年-1828年：卡尔·奥古斯特 KARL AUGUST
2. 1828年-1853年：卡尔·腓特烈 KARL FRIEDRICH
3. 1853年-1901年：卡尔·亚历山大 KARL ALEXANDER August Johann
4. 1901年-1918年：威廉·恩斯特  WILHELM ERNST Carl Alexander Friedrich Heinrich Bernhard Albert Georg Hermann

### 退位后的大公家族族长
- 1918年-1923年：威廉·恩斯特

- 1923年-1988年：卡尔·奥古斯特大公世子  KARL-AUGUST Wilhelm Ernst Friedrich Georg Johann Albrecht

- 1988年至今：米夏埃尔-本尼迪克特亲王 MICHAEL-Benedikt Georg Jobst Carl Alexander Bernhard Claus Friedrich

## 历任首相列表
- 1809年9月20日—1819年3月22日：克里斯蒂安·戈特洛布·冯·福格特 （Christian Gottlob von Voigt）
- 1819年3月22日—1848年3月13日：恩斯特·克里斯蒂安·奥古斯特·冯·格斯多夫男爵 （Ernst Christian August Freiherr von Gersdorff）
- 1848年3月14日—1848年9月30日：奥斯卡·冯·维登布鲁克 （Oskar von Wydenbrugk）
- 1848年9月30日—1870年9月15日：克里斯蒂安·博伯恩哈德·冯·瓦茨多夫 （Christian Bernhard von Watzdorf）
- 1871年—1882年12月12日：古斯塔夫·托恩（Gustav Thon）
- 1882年—1890年：戈特弗里德·特奥多尔·施蒂希林（Gottfried Theodor Stichling）
- 1890年—1899年：鲁道夫·加布里尔·冯·格罗斯男爵 （Rudolph Gabriel Freiherr von Groß）
- 1899年6月1日—1918年11月8日：卡尔·弗里德里希·奥托·罗特 （Karl Friedrich Otto Rothe）